# ヤクプ・シモン・ヤン・リバ

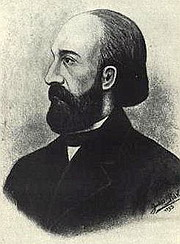

ヤクブ（・シモン）・ヤン・リバ（Jakub [Šimon] Jan Ryba、1765年10月26日 - 1815年4月8日）は、18世紀末から19世紀初頭に活動したボヘミアの作曲家。クリスマスキャロルや《チェコの降誕祭ミサ曲》の作曲家として名を遺している。
1765年10月26日、プルゼニ近郊プレシュティチェにて生まれる。父親は薄給の学校教師であった。1780年にプラハに行き、ピアリスト＝ギムナジウムに学ぶ。恩師カッシアヌス・ハネルに音楽を教わる。非常に優秀な音楽学生であり、やがて作曲に手を伸ばした。1784年に父親の指示でネポムクの町の教師となる。仕方なくその言いつけに従うが、すぐに解雇されてしまう。数ヶ月間の放浪生活の後に、母親から父親の訃報を告げられる。自らも長患いの末に、ムニーシェク・ポド・ブルディに転居。地域住民の間で演奏活動を行なって持てはやされ、なかなか得意であったが、あれこれためらった揚げ句に、ロジュミタール・ポド・トレムシーネムの町の学校長の地位を引き受ける。

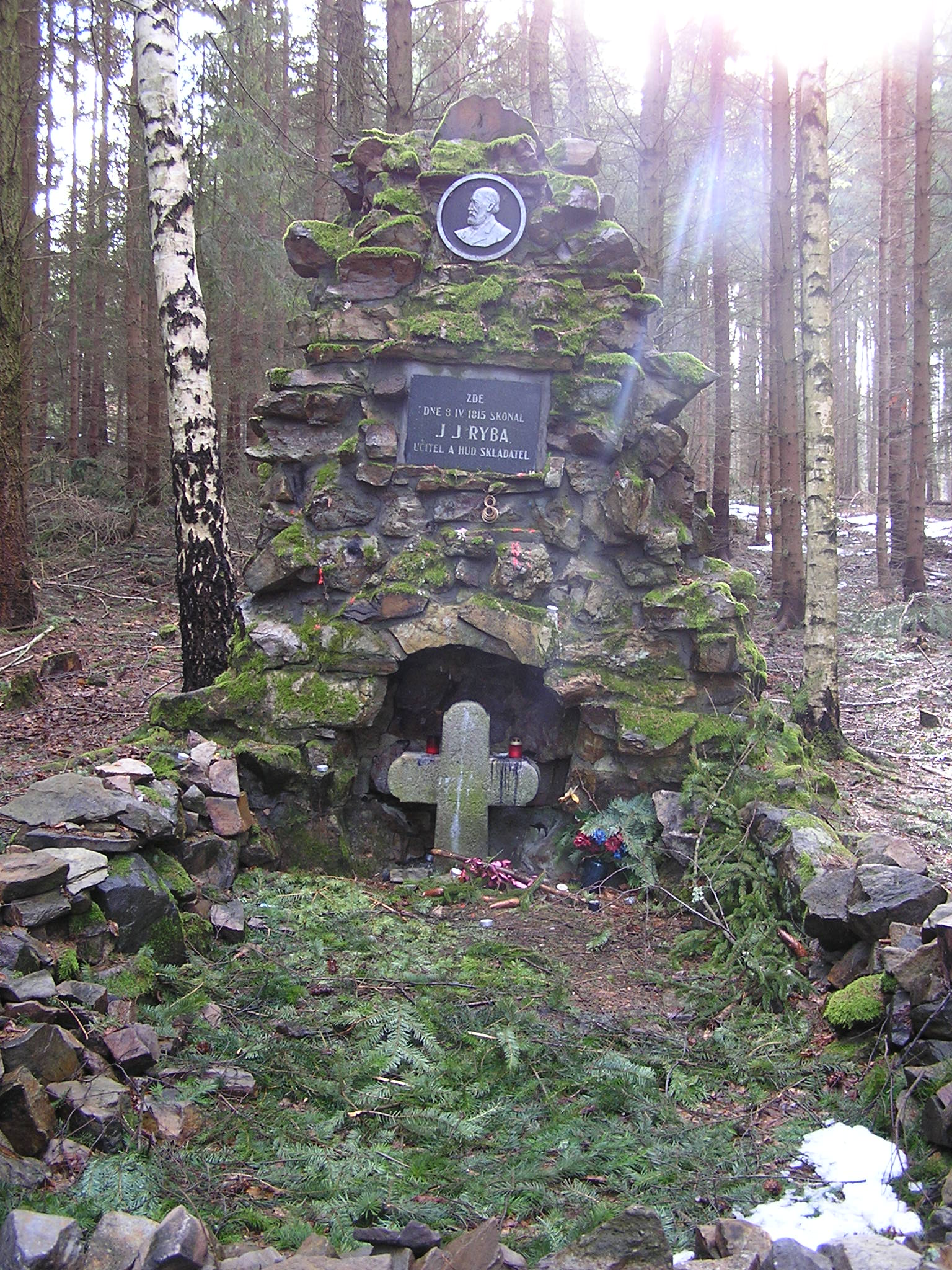
ヴォルトゥシュ近郊の記念碑

その学校は、リバの監督のもとで栄えたが、リバは地域の司祭や参事会と揉めてばかりいた。校舎の修繕費の拠出をいつも求めていたのだが、きまって拒否されたのである。1796年にリバは、司祭と和解した末に、最も有名な作品《チェコの降誕祭ミサ曲》を作曲。この作品は、今なおクリスマス・シーズンになるとボヘミアでは盛んに演奏されている。リバの作品は、主にパストラーレやミサ曲が中心である。こんにち《チェコの降誕祭ミサ曲》のほかに定期的に演奏されている曲は数少ない。
赤貧洗うが如しの生活と、雇用主の敵意に苦しみ続け、ついに自害に及んでしまう。1815年4月8日、午前のミサに参列した後、奥深い森の中で剃刀で喉を掻き切った。変わり果てた姿となって発見されたとき、愛読書のセネカを携えていた。